# Botillo
El botillo és un embotit elaborat amb peces trossejades procedents de l'especejament del porc, condimentades amb pebre vermell i embotides al cec de l'animal que després és fumat i semicurat. Es troba protegit sota la marca Botillo del Bierzo a les comarques lleoneses del Bierzo i Laciana. També se n'elaboraren variants a les províncies gallegues d'Ourense i Lugo on, com a Trás-os-Montes e Alto Douro, se l'anomena botelo o butelo, i a Astúries, on s'anomena butieḷḷo o butiellu.
Al municipi de Bembibre se celebra des de 1972 el Festival Nacional d'Exaltació del Botillo durant el mes de febrer. Hi ha altres festivals, celebracions i premis dels quals el botillo n'és protagonista a diverses localitats del Bierzo com ara Fabero, Folgoso de la Ribera, Torre del Bierzo o Boeza.